# RC Daloa
El RC Daloa es un equipo de fútbol de Costa de Marfil que juega en la Segunda División de Costa de Marfil, la segunda liga de fútbol más importante del país.

## Historia
Fue fundado en el año 1932 en la ciudad de Daloa y es uno de los equipos de fútbol más viejos del país, aunque nunca han sido campeones de la Primera División de Costa de Marfil, la cual no juegan desde la temporada 2008. Han sido campeones de copa en una ocasión en 2 finales jugadas.
A nivel internacional han participado en 1 torneo continental, la Recopa Africana 1981 en la que fueron eliminados en la Primera Ronda por el Horoya AC de Guinea.

## Palmarés
- Copa de Costa de Marfil: 1

1980
- - finalista: 1

1960

## Participación en competiciones de la CAF
| Temporada | Torneo          | Ronda | Club      | Casa | Visita | Global  |
| --------- | --------------- | ----- | --------- | ---- | ------ | ------- |
| 1981      | Recopa Africana | 1     | Horoya AC | 2-1  | 0-1    | 2-2 (a) |